# Can Sona Vell
Can Sona Vell fou una masia a Pallejà en ple nucli de població, molt a prop del castell d'aquesta vila, del qual només era separada per un carrer estret, i de lloc que ocupava la primitiva església.
L'edifici era de planta trapezoïdal, amb l'entrada per llevant. A la planta baixa hi havia tres arcades ogivals, una de les quals sostenia dues seccions d'un sostre enteixinat d'època barroca amb al·legories d'oficis. Al celler, hi havia dos arcs de mig punt i un d'escarser, tots de pedra picada. A la cuina es conservava una gran llar de foc de campana.

## Història
Hom suposa que Can Sona Vell és anterior a la reforma del castell (1590). Es té constància de la seva existència el 1600, el 1716 era en mans dels Albareda, el segle xix era ja propietat de la família Ricart
Pot ser que fos construïda el segle xiv o abans i reformada el segle xvi o XVII.
Juntament amb el castell originà un conjunt de força interès urbanístic i històric, especialment significatiu per a la vila de Pallejà que no conserva en el nucli urbà cap altre monument d'origen medieval fora d'aquests dos.
Deshabitada des del 1974 el municipi feu gestions per comprar-la i destinar-la a serveis socials i culturals. Amb tot la construcció fou enderrocada el maig del 1986, després que el ple municipal en declarés la ruïna.